# Густафссон, Александр
Александр Густафссон (англ. Alexander Gustafsson; род. 15 января 1987, Арбуга, Вестманланд) — шведский боец смешанных единоборств, выступающий под эгидой UFC в тяжёлой весовой категории. Трижды был претендентом на титул чемпиона UFC в полутяжёлом весе.

## Карьера в смешанных единоборствах

### Ранняя карьера
Густафссон начал выступать в MMA с 2006 года, до этого занимался боксом с десяти лет. До подписания контракта с UFC, выступал в небольших промоушенах Швеции и Европы. К 2009 году профессиональный рекорд 9-0, 7 из которых нокаутом/техническим нокаутом.

### Карьера в UFC
Густафссон дебютировал в UFC 105 в поединке с Джаредом Хамманом 14 ноября 2009 года. Густафссон положил Хаммана с прямого удара правой и выиграл бой нокаутом в первом раунде в 0:41.
Его следующий бой был против Фила Дэвиса 10 апреля 2010 года в UFC 112. Густафссон проиграл бой болевым приемом «захват анаконды». Джо Роган похвалил Густафссона за хорошие борцовские качества и хорошую защиту.
Следующим соперником был лицо MMA и ветеран кикбоксинга Сириль Дьябате на UFC 120. К поединку Густафссон в течение месяца готовился в Сан-Диего, штате Калифорния. Александр тренировался со знаменитыми бойцами как Фил Дэвис, Брендон Вера, Джоуи Бельтран и Трэвис Браун. Он советовался и работал с Дэвисом, чтобы улучшить силу и скорость. Густафссон в бою с Диабате доминировал в первом раунде, а во втором победил удушающим приемом сзади.
В следующем поединке как и в прошлом Густафссон выиграл удушающим приемом Джеймса Те-Хуна в первом раунде на UFC 127.
30 декабря 2011 года на UFC 141 Густафссон провел поединок против Матюшенко. Александр победил техническим нокаутом в первом раунде.
Ожидалось, что Густафссон встретится с Антонио Рожерио Ногейрой 14 апреля 2012 года в UFC Fuel TV 2 в Стокгольме, но Ногейра отказал из-за травмы и был заменен на Тиагу Силву. Густафссон доминировал на протяжении боя и победил единогласным решением судей.
Также единогласным решением судей Александр Густафссон победил Маурисиу Руа 8 декабря 2012 года на UFC на Fox 5.
Следующий бой должен был состояться против Гегарда Мусаси 6 апреля 2013 года на UFC Fuel TV 9. Александр Густафссон получил рассечение на тренировке и получил запрет на поединок от шведской федерации MMA. Александр был заменен новичком UFC и партнером по тренировкам Илиром Латифи.
21 сентября 2013 года на UFC 165 Густафссон проиграл единогласным решением чемпиону UFC в полутяжелом весе Джону Джонсу.
24 апреля 2015 года на UFC Fight Night Gustafsson vs. Johnson: Live on FOX в Швеции в городе Стокгольме на арене tele2 arena на глазах 30000 зрителей Густафссон неожиданно для всех проиграл техническим нокаутом в 1 раунде Энтони Джонсону. Однако своего титульного шанса Густафссону ждать пришлось недолго, 3 октября он встретился с новоиспеченным обладателем пояса с Дэниелем Кормье в рамках UFC 192, швед смог показать одно из своих лучших выступлении, но проиграл очень близким решением судей.
30 декабря 2018 года состоялся бой против Джона Джонса в рамках турнира UFC 232, прошедшего в Лаг-Вегасе штат Невада, США. Густафссон проиграл техническим нокаутом (удары) в третьем раунде.

## Титулы и достижения
- Ultimate Fighting Championship
  - Обладатель премии «Лучший бой вечера» (четыре раза) против Джон Джонса, Джимми Манувы Дэниел Кормье и Гловера Тейшйеры[1][2][3][4].
  - Обладатель премии «Выступление вечера» (один раз) против Джимми Манувы
  - 2013 «Бой года» против Джона Джонса
- World MMA Awards
  - 2013 All-Violence 2nd Team[5]
  - 2013 «Международный боец года» (2013)[6]
- MMAJunkie.com
  - 2013 «Бой года» против Джона Джонса[7]
  - 2015 «Бой месяца (октябрь)» против Дэниела Кормье[8]
  - 2017 «Нокаут месяца (май)» против Гловера Тейшейры[9]
- ESPN
  - 2013 «Бой года» против Джона Джонса[10]
- Sherdog
  - 2011 «All-Violence 3rd Team»[11]
  - 2013 «All-Violence 2nd Team»[12]
  - 2013 «Бой года» против Джона Джонса[13]
- FoxSports.com
  - 2013 «Бой года» против Джона Джонса[14]
- Yahoo! Sports.com
  - 2013 «Бой года» против Джона Джонса[15]
- MMAFighting.com
  - 2013 «Бой года» против Джона Джонса[16]

## Статистика
| Боёв 26  | Побед 18 | Поражений 8 |
| -------- | -------- | ----------- |
| Нокаутом | 11       | 3           |
| Сдачей   | 3        | 3           |
| Решением | 4        | 2           |

| Результат | Рекорд | Соперник           | Способ                                           | Турнир                                    | Дата             | Раунд | Время | Место                     | Примечание |
| --------- | ------ | ------------------ | ------------------------------------------------ | ----------------------------------------- | ---------------- | ----- | ----- | ------------------------- | --- |
| Поражение | 18-8   | Никита Крылов      | KO (удары)                                       | UFC Fight Night: Блейдс vs. Аспиналл      | 23 июля 2022     | 1     | 1:07  | Лондон, Великобритания    | |
| Поражение | 18-7   | Фабрисиу Вердум    | Сдача (рычаг локтя)                              | UFC on ESPN: Whittaker vs. Till           | 26 июля 2020     | 1     | 2:30  | Абу-Даби, ОАЭ             | Дебют в тяжёлом весе.                                                                                          |
| Поражение | 18-6   | Энтони Смит        | Удушающий приём (сзади)                          | UFC Fight Night 153: Smith vs. Gustafsson | 1 июня 2019      | 4     | 2:24  | Стокгольм, Швеция         | |
| Поражение | 18-5   | Джон Джонс         | Нокаут (ТКО)                                     | UFC 232                                   | 30 декабря 2018  | 3     | 3:01  | Лос-Анджелес, США         | Бой за вакантный титул чемпиона UFC в полутяжёлом весе.                                                        |
| Победа    | 18-4   | Гловер Тейшейра    | Нокаут (удары руками)                            | UFC Fight Night: Gustafsson vs. Teixeira  | 28 мая 2017      | 5     | 1:07  | Стокгольм, Швеция         | Выступление вечера.                                                                                            |
| Победа    | 17-4   | Ян Блахович        | Единогласное решение                             | UFC Fight Night: Arlovski vs. Barnett     | 3 сентября 2016  | 3     | 5:00  | Гамбург, Германия         | |
| Поражение | 16-4   | Дэниел Кормье      | Раздельное решение                               | UFC 192                                   | 3 октября 2015   | 5     | 5:00  | Хьюстон, США              | Бой за титул чемпиона UFC в полутяжёлом весе. Лучший бой вечера.                                               |
| Поражение | 16-3   | Энтони Джонсон     | Технический нокаут (удары)                       | UFC on Fox: Gustafsson vs. Johnson        | 24 января 2015   | 1     | 2:15  | Стокгольм, Швеция         | Бой за статус претендента на титул чемпиона UFC в полутяжёлом весе.                                            |
| Победа    | 16-2   | Джими Манува       | Технический нокаут (удар коленом и удары руками) | UFC Fight Night: Gustafsson vs. Manuwa    | 8 марта 2014     | 2     | 1:18  | Лондон, Великобритания    | Выступление вечера. Лучший бой вечера.                                                                         |
| Поражение | 15-2   | Джон Джонс         | Единогласное решение                             | UFC 165                                   | 21 сентября 2013 | 5     | 5:00  | Торонто, Канада           | Бой за титул чемпиона UFC в полутяжёлом весе. Лучший бой вечера. Лучший бой года. Бой включен в Зал славы UFC. |
| Победа    | 15-1   | Маурисиу Руа       | Единогласное решение                             | UFC on Fox: Henderson vs. Diaz            | 8 декабря 2012   | 3     | 5:00  | Сиэтл, США                | |
| Победа    | 14-1   | Тиагу Силва        | Единогласное решение                             | UFC on Fuel TV: Gustafsson vs. Silva      | 14 апреля 2012   | 3     | 5:00  | Стокгольм, Швеция         | |
| Победа    | 13-1   | Владимир Матюшенко | Технический нокаут (удары)                       | UFC 141                                   | 30 декабря 2011  | 1     | 2:13  | Лас-Вегас, США            | |
| Победа    | 12-1   | Мэтт Хэмилл        | Технический нокаут (удары руками и локтями)      | UFC 133                                   | 6 августа 2011   | 2     | 3:34  | Филадельфия, США          | |
| Победа    | 11-1   | Джеймс Те Хуна     | Удушающий приём (сзади)                          | UFC 127                                   | 27 февраля 2011  | 1     | 4:27  | Сидней, Австралия         | |
| Победа    | 10-1   | Сириль Дьябате     | Удушающий приём (сзади)                          | UFC 120                                   | 16 октября 2010  | 2     | 2:41  | Лондон, Великобритания    | |
| Поражение | 9-1    | Фил Дэвис          | Удушающий приём (треугольником через руку)       | UFC 112                                   | 10 апреля 2010   | 1     | 4:55  | Абу-Даби, ОАЭ             | |
| Победа    | 9-0    | Джаред Хамман      | Нокаут (удары)                                   | UFC 105                                   | 14 ноября 2009   | 1     | 0:41  | Манчестер, Великобритания | |
| Победа    | 8-0    | Владимир Шемаров   | Нокаут (удары)                                   | Superior Challenge 3                      | 30 мая 2009      | 1     | 2:37  | Стокгольм, Швеция         | |
| Победа    | 7-0    | Педро Кетглас      | Технический нокаут (удары)                       | The Zone FC 3                             | 8 ноября 2008    | 1     | 2:08  | Гётеборг, Швеция          | |
| Победа    | 6-0    | Кшиштоф Кулак      | Единогласное решение                             | KSW Extra                                 | 13 сентября 2008 | 2     | 5:00  | Домброва-Гурнича, Польша  | |
| Победа    | 5-0    | Маттео Минонцио    | Технический нокаут (удары)                       | The Zone FC 2                             | 10 мая 2008      | 1     | 3:52  | Гётеборг, Швеция          | |
| Победа    | 4-0    | Флориан Мюллер     | Технический нокаут (удар коленом в корпус)       | Fite Selektor                             | 13 марта 2008    | 2     | 3:44  | Дубай, ОАЭ                | |
| Победа    | 3-0    | Фарбод Фадами      | Технический нокаут (удары)                       | The Zone FC 1                             | 9 февраля 2008   | 1     | 2:31  | Стокгольм, Швеция         | |
| Победа    | 2-0    | Микаэль Хайдари    | Технический нокаут (удары)                       | FinnFight 9                               | 15 декабря 2007  | 1     | 0:50  | Турку, Финляндия          | |
| Победа    | 1-0    | Саку Хейкола       | Удушающий приём (сзади)                          | Shooto Finland: Chicago Collision 3       | 17 ноября 2007   | 2     | 3:42  | Лахти, Финляндия          | |